# 广少足科
广少足科（学名：Eurypauropodidae），也称廣蠋䗃科，是四蠋䗃目下的一个科。  该科首次于1873年由美国动物学家John Adam Ryder描述。该科生物体长一般少于1毫米。

## 下属分类
本科包括以下属：
- Acopauropus Cook, 1896
- 广少足属 Eurypauropus Ryder, 1879
- 三宝垄少足属 Samarangopus Verhoeff, 1934
- Trachypauropus Tömösváry, 1882